# Sentimental Lady (musikalbum)
Sentimental Lady från 2002 är ett musikalbum med Agneta Baumann.

## Låtlista
1. Born to Be Blue (Mel Tormé/Robert Wells) – 5:22
2. Close Enough for Love (Johnny Mandel/Paul Williams) – 6:21
3. I Didn't Know About You (Duke Ellington/Bob Russell) – 5:01
4. I'm Glad There Is You (Jimmy Dorsey/Paul Madeira) – 5:44
5. If You Could See Me Now (Tadd Dameron/Carl Sigman) – 5:15
6. What Are You Doing the Rest of Your Life (Michel Legrand/Alan Bergman/Marilyn Bergman) – 7:01
7. My Ship (Kurt Weill/Ira Gershwin) – 5:58
8. Only Trust Your Heart (Benny Carter/Sammy Cahn) – 5:39
9. Young and Foolish (Albert Hague/Arnold Horwitt) – 7:32
10. Where Do You Start? (Johnny Mandel/Alan Bergman/Marilyn Bergman) – 3:30

## Medverkande
- Agneta Baumann – sång
- Bosse Broberg – trumpet
- Gösta Rundqvist – piano
- Palle Danielsson – bas